# Velká Klajdovka
Velká Klajdovka je přírodní památka na katastrálním území Maloměřice a Židenice v Brně, okres Brno-město. Nachází se na jihovýchodním svahu kóty Hády. Důvodem ochrany jsou stepní a lesostepní svahy s bohatým výskytem zvláště chráněných druhů rostlin a živočichů.

## Základní údaje
Území s názvem Velká Klajdovka je součástí jižního svahu kopce Hády, který byl již od 19. století jednou z nejvýznamnějších lokalit zájmu a vědeckého studia teplomilné fauny a flóry. Na rozloze asi 10,5 ha jsou tu zastoupena rozmanitá společenstva teplomilných doubrav, křovin a suchých lesních lemů, které svým druhovým složením doplňují úžasnou rozmanitost živé přírody na celých Hádech. Chráněné území bylo úředně vyhlášeno v roce 1987.

## Geologie
Podloží tvoří v horní části devonský vápenec, zejména biodetritové hádsko-říčské vápence líšeňského souvrství, v dolní části je to biotitický granodiorit brněnského masivu typu Královo Pole. Půdy reprezentuje rendzina typická a litická, částečně kambizem typická.

## Stanoviště
Geologicky je Velká Klajdovka rozdělena na západní část, ležící na vápencovém podloží, a část východní, situovanou na kyselých horninách brněnského masivu. Hranice výše zmíněných geologických vrstev však není v terénu jednoznačně patrná - i ve východní části místy vystupují na povrch vápencové bloky, zatímco západní část byla zčásti upravena mocnými navážkami z lomových skrývek.

## Živá příroda
Ještě v první polovině minulého století byla téměř celá plocha chráněného území travnatou planinou. Je proto až k neuvěření, jak rychle i tak suchý a výslunný jižní svah zarostl hradbou křovin a stromů, takže nelesní vegetace byla vytlačena jen na menší loučky uvnitř přírodní památky. Přesto se tu v hojné míře dodnes zachovala hodnotná teplomilná vegetace, o kterou stojí za to pečovat. Roste zde například kozinec vičencovitý, oman mečolistý, vítod větší, smldník jelení, vičenec písečný, mateřídouška panonská, třemdava bílá, radyk prutnatý, lnice kručinkolistá, hvězdnice chlumní, dub pýřitý, hrachor širolistý, černohlávek velkokvětý, třešeň křovitá či plamének přímý.
Velkým bohatstvím teplomilných druhů překypuje i zdejší fauna. V posledních letech se tu opět pravidelně objevuje užovka hladká a ještěrka zelená, o které se dříve předpokládalo, že na Hádech již vyhynula. V jílovitých sedimentech v centrální části území má několik nor i jezevčí rodinka.

## Flóra
Z dřevin jsou zastoupeny dub pýřitý (Quercus pubescens), dub zimní (Quercus petraea), habr obecný (Carpinus betulus), javor babyka (Acer campestre), lípa malolistá (Tilia cordata), jeřáb břek (Sorbus torminalis), trnovník akát (Robinia pseudoacacia), mezi keři je hojný dřín jarní (Cornus mas), dále je to líska obecná (Corylus avellana), svída krvavá (Cornus sanguinea), slivoň trnitá (Prunus spinosa), brslen bradavičnatý (Euonymus verrucosus), hloh obecný (Crataegus laevigata) a jednosemenný (Crataegus monogyna), růže šípková (Rosa canina) a bedrníkolistá (Rosa pimpinellifolia). Rostlinstvo zastupuje bělozářka větvitá (Anthericum ramosum), kamejka modronachová (Aegonychon purpurocaeruleum), vstavač nachový (Orchis purpurea), okrotice bílá (Cephalanthera damasonium), kakost krvavý (eranium sanguineum), třemdava bílá (Dictamnus albus), chrpa chlumní (Centaurea triumfettii), hvězdnice chlumní (Aster amellus), čilimník řezenský (Chamaecytisus ratisbonensis), oman mečolistý (Inula ensifolia), vítod větší (Inula ensifolia) a mnoho dalších.

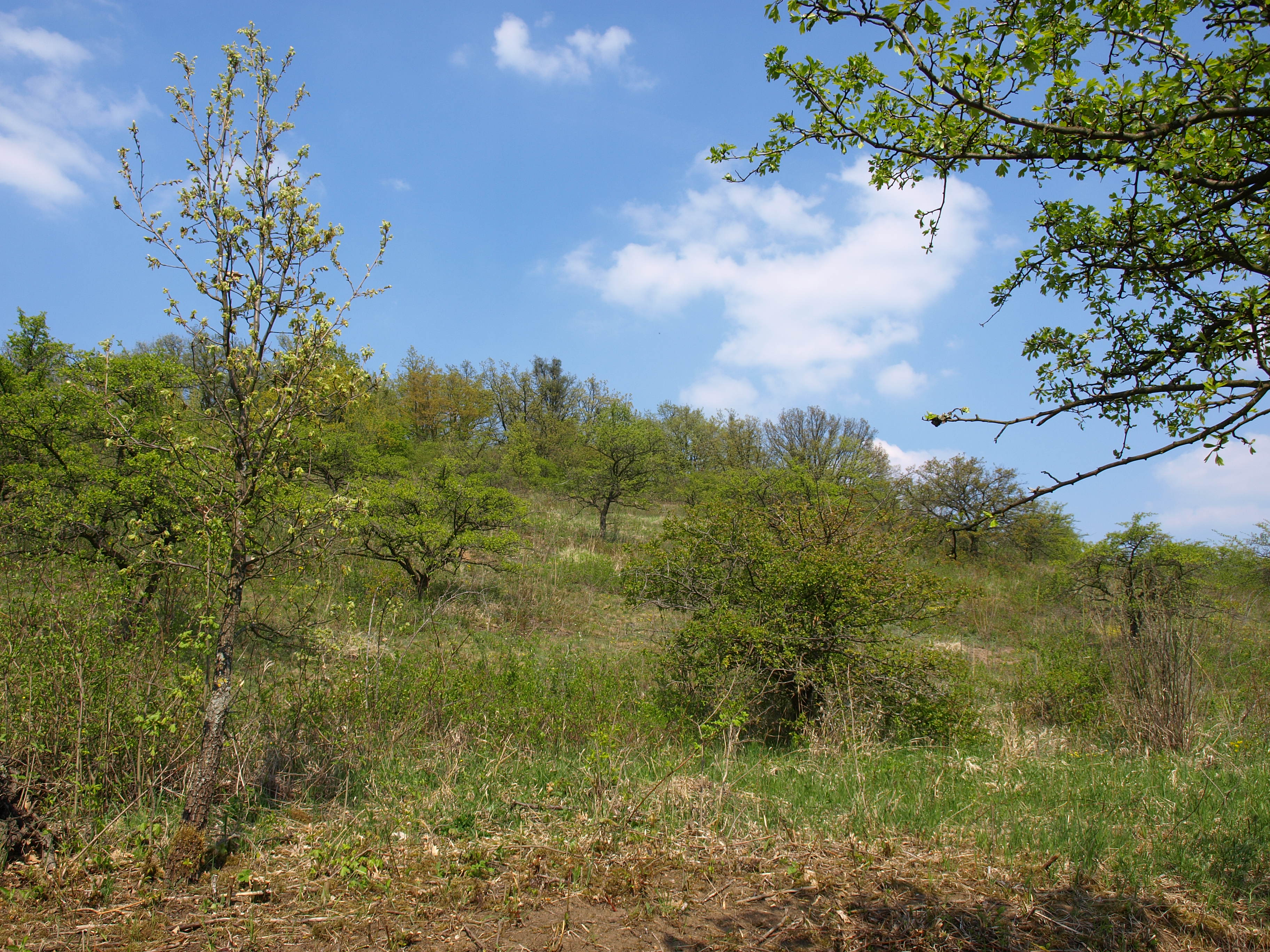
Velká Klajdovka

## Fauna
Velká Klajdovka je významnou entomologickou lokalitou. Velmi vzácný je pavouk zápřednice karmínová (Cheiracanthium montanum), z pavouků je dále zastoupen běžník bylinný (Xysticus lineatus) a běžník drnový (Ozyptila rauda), snovačka (Euryopis saukea) či skákavka protáhlá (Synageles hilarulus), mezi rovnokřídlími saranče modrokřídlá (Oedipoda caerulescens), škvor dvouskvrnný (Anechura bipunctata), z křísů je to např. cikáda trnková (Cicadivetta tibialis), ze síťokřídlých zlatoočka (Hypochrysa elegans) a mravkolev ostruhatý (Distoleon tetragrammicus). Četné zastoupení mají motýli - vřetenuška pozdní (Zygaena laeta), zelenáček chrpový (Jordanita chloros), nesytka bodalková (Synanthedon stomoxiformis), modrásek kozincový (Glaucopsyche alexis) a ušlechtilý, žlutokřídlec hnědavý (Idaea bilinearia), okáč ovsový (Minois dryas) a řada dalších. K pozoruhodným broukům patří hnojník (Euheptaulacus porcellus), též chrobák ozbrojený (Odonteus armiger). Slepýš křehký (Anguis fragilis), ještěrka obecná (Lacerta agilis), užovka hladká (Coronella austriaca) zastupují plazy, krutihlav obecný (Jynx torquilla), žluva hajní (Oriolus oriolus), lejsek šedý (Muscicapa striata), ťuhýk obecný (Lanius collurio) či vzácný strakapoud jižní (Dendrocopos syriacus) pak ptáky.